# Pantelitz
Pantelitz ist eine Gemeinde im Landkreis Vorpommern-Rügen in Mecklenburg-Vorpommern (Deutschland). Sie wird vom Amt Niepars mit Sitz in der Gemeinde Niepars verwaltet.

## Geografie und Verkehr
Pantelitz liegt etwa sieben Kilometer westlich der Stadt Stralsund. Durch den Ort verlaufen die Bundesstraße 105 und die Bahnstrecke Stralsund–Rostock. Der Haltepunkt Pantelitz wird jedoch nicht mehr bedient. Die nächsten Bahnhöfe sind Martensdorf und Stralsund-Grünhufe, jeweils drei Kilometer westlich bzw. östlich gelegen. Die Buslinie 308 Stralsund–Barth hält in Pantelitz. Im Gemeindegebiet befindet sich der Pütter See.

### Ortsteile
- Pantelitz
- Pütte
- Viersdorf
- Zimkendorf

## Geschichte
Die Gemeinde war bis 1952 Teil des Landkreises Franzburg-Barth und gehörte danach bis 1994 zum Kreis Stralsund im Bezirk Rostock.
Pantelitz wurde am 13. Januar 1287 erstmals urkundlich erwähnt. Im Südwesten von Pantelitz befinden sich die Reste eines ehemaligen Burgwalls, dem sogenannten Schloßberg. Nach dem Dreißigjährigen Krieg bis zum Jahr 1815 gehörte die Gegend zu Schwedisch-Pommern und danach zur preußischen Provinz Pommern. Das große Gutshaus Pantelitz erhielt in der Mitte des 19. Jahrhunderts seine klassizistische Form.

Püttes Kirche stammt aus dem 13. Jahrhundert. Das Pfarrwitwenhaus wurde um 1786 erbaut. Das Rittergut Gehag, 1939 als Flur zu Pütte gehörig, verblieb bis zur Bodenreform dem Rittmeister Siegfried Freiherr von Pachelbel-Gehag-Ascheraden, der danach mit seiner Familie in Hannover lebte. Der Diplomat Rüdiger von Pachelbel ist sein Neffe.
Viersdorf war ein Klostergut. Dieses Gut gehörte zu einem Komplex von Besitzungen vom Kloster zum Heiligen Geist zu Stralsund. Diese 310 ha wurden durch einen Pächter betreut.

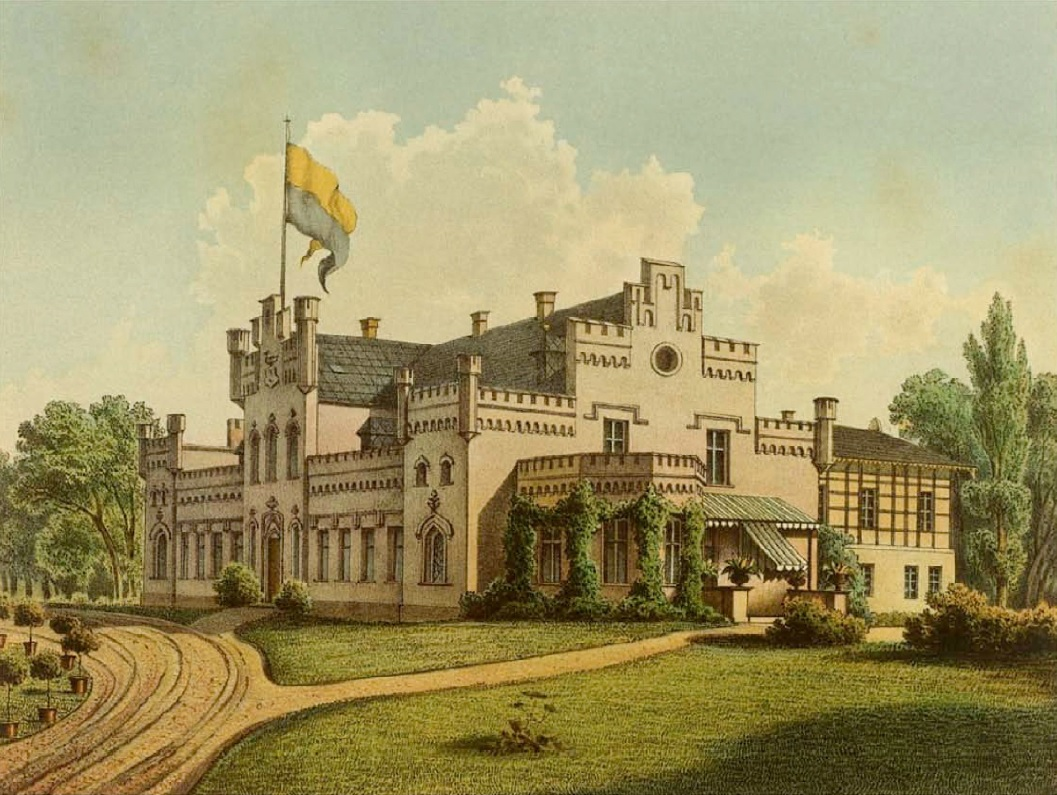
Gut Zimckendorf. Sammlung Alexander Duncker. 1863/64

Zimkendorf wurde 1233 das erste Mal urkundlich erwähnt, die Schreibweise begann mit Sumekendorp. Hier befand sich ein Rittergut, das bis 1619 der Familie von Braun gehörte. Ende des 18. Jahrhunderts galt der Hauptmann Bernhard-Ludwig von Sodenstern-Karnin als Erb- und Lehnherr auf Zimkendorf. Zwischenzeitlich wechselte dann das um 1929 aufgesiedelte Gut mehrfach den Besitzer. Eine Kontinuität kam mit August Heinrich von Pachelbel-Gehag auf Karnin, er übernahm Zimkendorf. Die letzten namhaftesten Besitzer waren dessen Nachfahren, der Ehrenritter des Johanniterordens, Kammerherr und Hauptmann a. D. Karl von Pachelbel-Gehag (1823–1894), verheiratet mit Maria von Seydewitz, Ehrendame des königlich bayrischen Theresien-Ordens. Dann folgte Carl von Pachelbel-Gehag (1859–1942), als Eigentümer und Fideikommissherr auf mehreren Gütern. Sein Schwager war der Politiker Wichard von Rochow-Golzow. Das zu Zim(c)kendorf zugehörige Gutsareal Gehag wurde im Jahre 1875 umbenannt, hieß vormals Nienhöfen und war eine Flurbezeichnung. Das Herrenhaus entstand einst 1777. Die Erwerber des ehemaligen Gutes, die „Siedlungsgesellschaft Deutschland“, planten 1930 auf der Gutsgemarkung den Bau von 36 Siedlungsstellen. Der Zimkendorfer Gutsteil Gehag gehörte später zu Pütte.

## Politik

### Wappen
Das Wappen wurde im September 2012 durch das Innenministerium genehmigt und unter der Nr. 343 der Wappenrolle von Mecklenburg-Vorpommern registriert.
Blasonierung: „Unter blauem Wellenschildhaupt, darin eine goldene Rapsblüte, in Silber ein auffliegender goldener bewehrter roter Falke.“
Die Gemeinde kann auf eine lange und vor allem lebhafte Geschichte zurückblicken. Im Jahr 1287 wurde sie erstmals urkundlich erwähnt. Nach dem Dreißigjährigen Krieg gehörte der Ort lange Zeit zu Schwedisch Pommern. Von 1807 bis 1810 herrschten hier die Franzosen und 1815 fiel die Gemeinde schließlich an Preußen. An diese wechselvolle Geschichte soll auch das Wappen erinnern.
Die blau-weiße Tingierung des Wappenschildes signalisiert die vormalige Zugehörigkeit zu Pommern. Die vierblättrige Rapsblüte soll anhand einer Zahlensymbolik auf die heutigen vier Ortsteile Pantelitz, Pütte, Viersdorf und Zimkendorf verweisen. Sie zeigt aber auch, dass der Ort schon immer eng mit der Landwirtschaft verbunden war und viele Bewohner davon lebten. Der Wellenschnitthaupt und der Falke schließlich weisen auf das Naturschutzgebiet Borgwallsee und den schönen Pütter See hin.
Das Wappen wurde vom Kommunalheraldiker Heinz Kippnick gestaltet.

## Sehenswürdigkeiten
→ Siehe auch Liste der Baudenkmale in Pantelitz
- Naturschutzgebiet Borgwallsee und Pütter See
- Dorfkirche Pütte aus dem 13. Jahrhundert
- Pfarrwitwenhaus in Pütte
- Gutshaus Zimkendorf

## Mit Pantelitz verbundene Persönlichkeiten
- Rainer Herold (* 1940; Maler und Grafiker; Atelier im ehemaligen Pfarrwitwenhaus in Pütte)[15]